# Sport à Grenoble
Grenoble, de par sa proximité avec les montagnes, est une ville très sportive. Entourée de quatre massifs facilement accessibles, ses habitants y font beaucoup de randonnée, de ski ou de vélo.
Cette situation privilégiée lui a également permis d'accueillir les Jeux Olympiques d'hiver de 1968.
La ville compte également un grand nombre de clubs populaires, dont certains champions de France en élite : les Brûleurs de Loups (hockey sur glace), le FCG (rugby), le FC Grenoble Basket, le Grenoble Volley Université Club, Grenoble olympique universitaire Basket féminin et le Trampoline club du Dauphiné avec le tumbling par équipes. L'Aviron grenoblois a aussi terminé en tête du classement des clubs français (général, masculin, féminin et jeunes).

## Clubs de la ville

### Clubs actuels
| Sport                 | Club                             | Palmarès | Division                                       | Enceinte sportive                 |
| --------------------- | -------------------------------- | --- | ---------------------------------------------- | --------------------------------- |
| Rugby                 | FC Grenoble (FCG)                | Champion de France D1 (1954) Vice-champion de France D1 (1918 et 1993,) Vainqueur du Challenge Yves du Manoir (1987) Finaliste du Challenge Yves du Manoir (1969, 1986 et 1990) | Pro D2                                         | Stade des Alpes                   |
| Rugby féminin         | FC Grenoble Amazones             | Champion de France D2 (2018) | Élite 1                                        | Stade Lesdiguières                |
| Football              | Grenoble Foot 38 (GF38)          | Champion de France D2 (1960 et 1962) Vice-champion de France Groupe Sud (1943) | Ligue 2                                        | Stade des Alpes                   |
| Hockey sur glace      | Brûleurs de Loups (BDL)          | Champion de France (1981, 1982, 1991, 1998, 2007, 2009, 2019, 2022 et 2025) Vice-champion de France (1967 (GVHC), 1968 (GVHC), 1977, 1983, 1990, 2004, 2012, 2018 et 2023) Vainqueur de la Coupe de France (1994, 2008, 2009, 2017, 2023 et 2024) Vainqueur de la Coupe de la Ligue (2007, 2009, 2011 et 2015) Vainqueur du Trophée des champions (2008, 2009, 2011 et 2017) Vice-champion de la Coupe continentale (2025) | Ligue Magnus                                   | Patinoire Polesud                 |
| Volley-ball           | Grenoble Volley Université Club  | Champion de France D1 (1985) Vice-champion de France D1 (1981, 1984, 1987 et 1989) Finaliste Coupe de France (1985 et 1987) | Nationale 1                                    | Gymnase Malherbe                  |
| Handball              | Grenoble SMH Handball (GSMH38)   | Vice-champion D2 (1978) Champion de France D3 (2018) Finaliste Coupe de France (1978) | Nationale 1                                    | Halle Pablo-Neruda                |
| Football américain    | Centaures de Grenoble            | Vice-Champion D1 (2011) | Casque d'or                                    | Stade Lesdiguières                |
| Football américain    | Diables bleus de Grenoble        | | Casque d'argent                                | Stade Bachelard                   |
| Roller in line hockey | Yéti's de Grenoble               | Vice-champion D1 (2014) et (2022) Vainqueur Coupe d'Europe ConfCup (2008 et 2010) Vainqueur Coupe de France (2017 et 2018) | Championnat de France de roller in line hockey | CSU Gymnase de la piscine         |
| Aviron                | Aviron grenoblois                | 1er au classement général français (1997, 1998, 1999, 2000, 2001, 2002, 2009, 2011 et 2012) |                                                | 39 quai Jongkind, Pont d'Oxford   |
| Basket-ball féminin   | Grenoble olympique universitaire | Champion de France D1 (1949) Vice-champion de France D1 (1950) |                                                |                                   |
| Handibasket           | Meylan Grenoble Handibasket      | Coupe des Clubs Champions (EuroCup 1) 3e (1999) | Nationale A                                    |                                   |
| Cyclisme              | Grenoble Métropole Cyclisme 38   | | DN3                                            | Vélodrome d'Eybens                |
| Baseball              | Grizzlys de Grenoble             | | Régionale 1                                    | Terrains de l'île d'amour, Meylan |
| Karaté                | Karaté Hoche Grenoble            | |                                                |                                   |

Autres clubs :
- le Grenoble Basket 38 (GB38) pour le basket-ball dont le siège se trouve au centre sportif Hoche ;
- le Hockey Club de Grenoble (HCG) pour le hockey sur gazon et le hockey en Salle. Créé en 1985, il évolue en Régionale en gazon et en Nationale 2 Homme et Femme en Hockey en salle ;
- le Trampoline club du Dauphiné pour le trampoline, le tumbling et la gym acrobatique. Le club a été champion de France de 1re division nationale en 2006, 2010 et 2011 et possède plusieurs internationaux.
- le Hockey Club féminin, champion de France en 1987 et 1988.
- Touch Grenoble pour le Touch rugby, Vice-champions de France catégorie homme 2012 & 2013, 3e place – championnats de France catégorie mixte 2012 & 2015, 3e du Super touch 2022 en catégorie Hommes Élites et 4e du Super Touch 2022 en catégorie Mixtes National.

### Clubs disparus
| Sport        | Club                             | Palmarès                             | Disparition | Enceinte sportive            |
| ------------ | -------------------------------- | ------------------------------------ | ----------- | ---------------------------- |
| Basket-ball  | Football Club de Grenoble Basket | Champion de France D1 (1943 et 1944) | 1945        | Palais de la houille blanche |
| Rugby à XIII | Grenoble olympique XIII          |                                      | ~ 1980-1990 | Stade Charles-Berty          |
| Football     | Norcap Olympique Grenoble        |                                      | 1997        | Stade du Clos d'Or           |
| Football     | Football Club Jojo               |                                      | 1992        | Stade Teisseire              |

## Vie sportive

Jeux olympiques d'hiver de 1968
Coupe Davis 1982

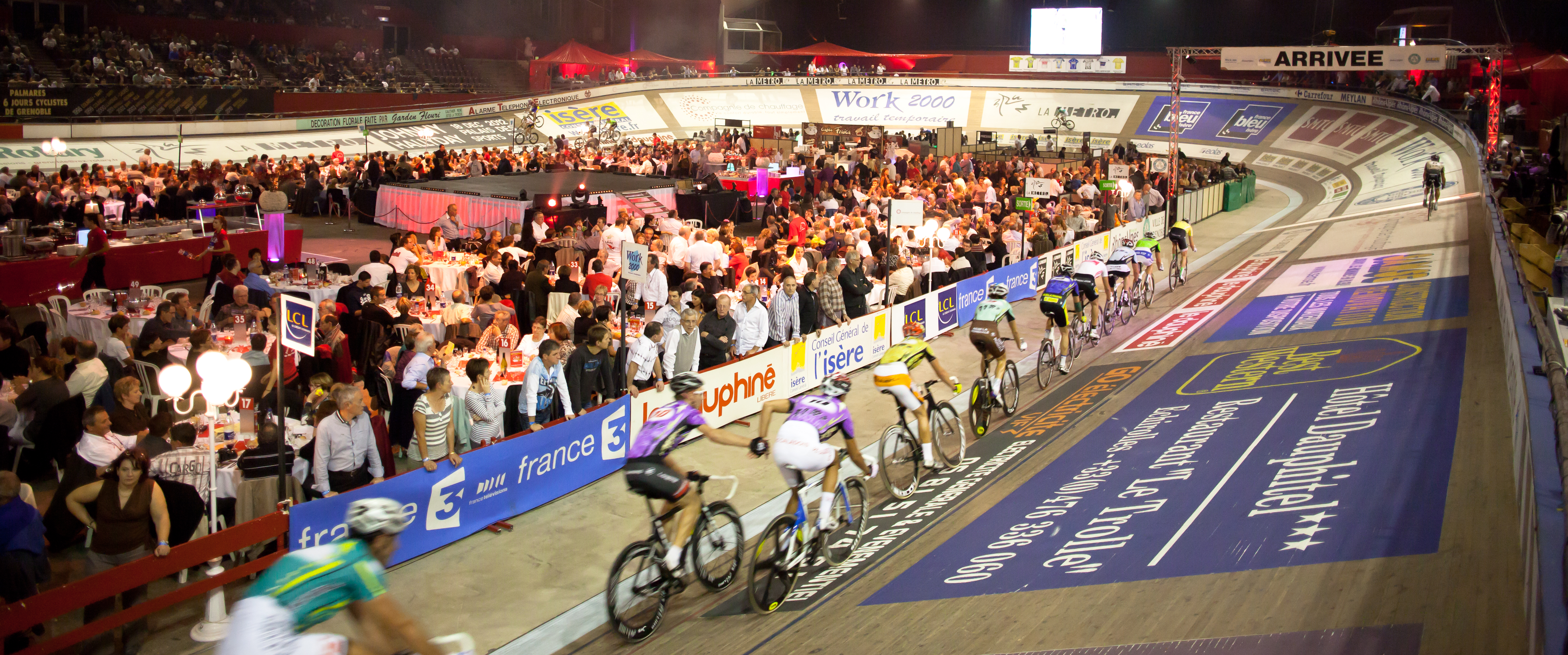
Six Jours de Grenoble

Depuis les Jeux olympiques d'hiver de 1968, Grenoble a accueilli de nombreux autres grands événements sportifs : championnats d'Europe en salle d'athlétisme, Coupe Davis, Masters de la perche, championnats du monde de boxe, matches internationaux de rugby, de basket-ball, de volley-ball, de handball ou de hockey sur glace, compétitions internationales de gymnastique ou de patinage et de moto sur glace, critérium cycliste du Dauphiné Libéré, six jours cyclistes, jumpings internationaux, etc.
Grenoble a été la première ville en 1919 où un maillot jaune a été attribué au leader du Tour de France. Par ailleurs, elle a reçu cette épreuve cycliste à trente-quatre reprises entre 1903 et 2008, ce qui la situe au cinquième rang des villes de province (ex æquo avec Caen et Nice). Cependant, l'arrivée de la municipalité écologiste d'Éric Piolle en mars 2014, marque l'arrêt du déroulement de cette épreuve dans la ville car il estime que cet évènement est avant tout de dimension métropolitaine et qu'il n'est pas cohérent que Grenoble soit la seule ville à payer la somme colossale que demande l'organisation du Tour. Le fait d'avoir remunicipalisé le palais des Sports afin de sortir d'une gestion associative coûteuse, les Six Jours de Grenoble, le Supercross SX Tour, ou le Festival international du cirque de Grenoble sont supprimés. Cependant d'autres manifestations sont organisées et la Municipalité a rouvert de fait la piste de cyclisme du palais des Sports à la pratique amateur, puisque Grenoble possède la seule piste couverte de la région,
L'image du sport grenoblois ne se limite ainsi pas aux sports d'hiver. La capitale des Alpes dotée depuis 2003 d'une plage urbaine est également le centre de gravité de l'Ultratour des 4 massifs. La ville est riche de trois-cent-cinquante clubs exerçant dans soixante-cinq disciplines différentes représentant 33 000 athlètes licenciés et 1 800 cadres dirigeants. Un Grenoblois sur trois pratique une activité sportive de compétition ou de loisir. La salle d'escalade Espace Vertical sur le site Bouchayer-Viallet représente une activité de montagne en plein essor, ainsi que la Via ferrata de Grenoble sur la colline de la Bastille. De plus, de nombreux sites naturels d'escalade sont répartis dans les trois massifs entourant la ville, représentant des milliers de voies tous niveaux confondus.

## Scandale
La finale 1993 Grenoble-Castres
- Article détaillé : Finale : Grenoble-Castres[9]

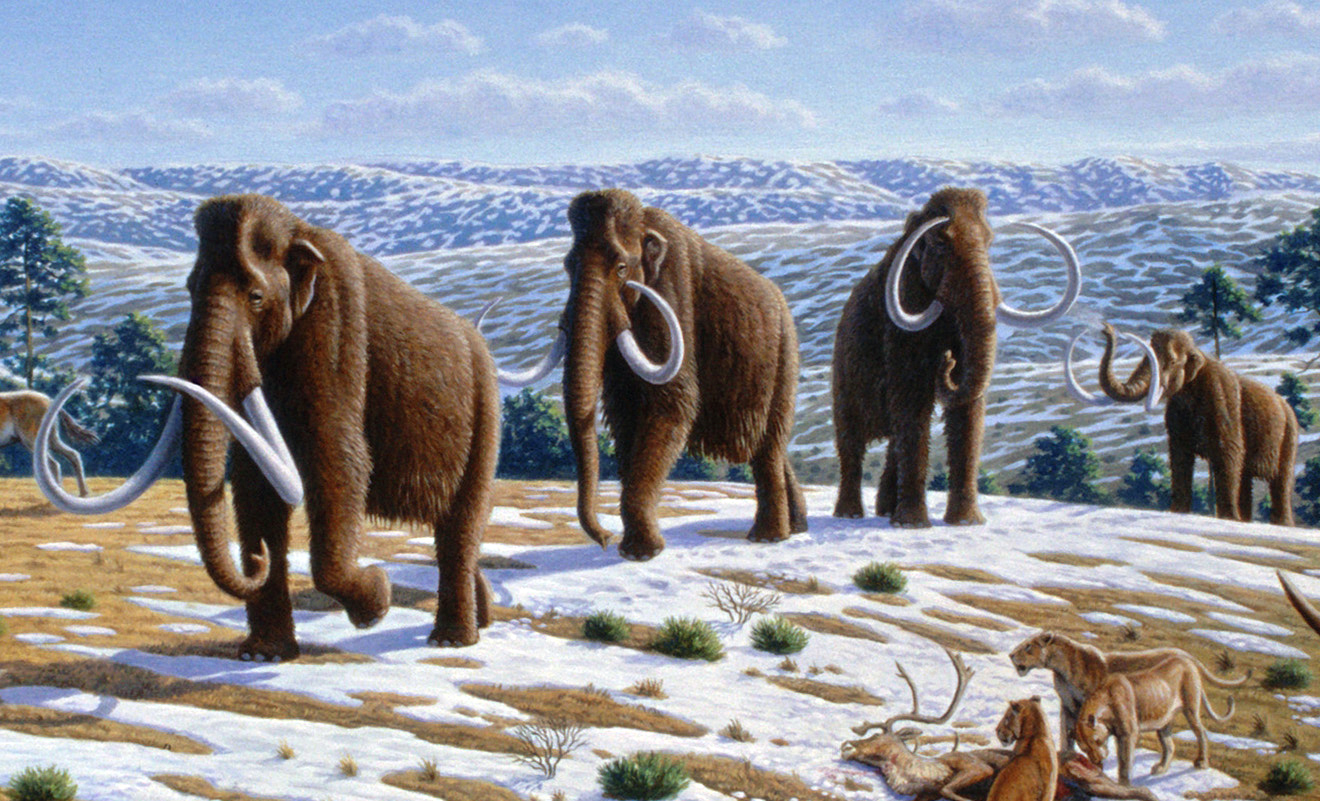
Les Mammouths de Grenoble étaient d’après Olivier Merle l’un des plus gros paquets d’avants du monde.

En 1991, lorsque Jacques Fouroux tente un putsch contre Albert Ferrasse, Bernard Lapasset se range du côté de celui qui lui a tout appris et en sera récompensé en étant nommé président de la FFR, le 14 décembre 1991.
Mais en 1993, Jacques Fouroux est candidat à la présidence de la FFR en concurrence justement avec le président sortant Bernard Lapasset.
La semaine entre la demi et la finale du FC Grenoble est marquée par une polémique. Bernard Lapasset, président de la FFR (et ancien adversaire de Fouroux pour ce poste), fustige ainsi l'arbitrage de M.Thomas sur le passage à vide des avants Grenoblois.
Le camp grenoblois se plaint lui d'un essai de pénalité refusé pour une mêlée écroulée sur sa ligne de but par les Agenais‌ et s’étonne que, pour pouvoir assister aux deux demi-finales, le président Lapasset ait utilisé le jet privé du Castres olympique leur futur adversaire en finale.
Jacques Fouroux en conflit avec la Fédération se méfie donc de l’arbitrage déjà avant cette finale et va vite crier au complot la semaine suivante car la finale va tourner au scandale, avec une polémique sur l'arbitrage, en effet un essai d'Olivier Brouzet est refusé aux Grenoblois et l'essai décisif de Gary Whetton est accordé par Daniel Salles, l'arbitre de la rencontre, sans consulter son arbitre de touche alors que le grenoblois Franck Hueber a aplati au préalable le ballon dans son en-but, privant ainsi les Grenoblois du titre.
Fouroux en conflit avec la Fédération crie au complot.
Après la rencontre, à la question : « Comment avez-vous trouvé cette finale ? », Jacques Fouroux répond alors : « Salles. Très Salles ». « Mais c'est difficile pour Monsieur Salles, qui est d'Agen ne l'oublions pas et choisi par Ferrasse et Lapasset qui sont d'Agen et ne sont pas mes amis comme on le sait ».
La photo de Franck Hueber aplatissant le ballon dans l'en-but grenoblois fera la une du quotidien sportif L'Équipe intitulé « Il n'y avait pas essai ! » trois jours plus tard.
Les Grenoblois sont alors très virulent à l'égard de l'arbitre et surtout de la FFR et notamment Fouroux. Par la suite, le FC Grenoble ne dépose pas réclamation au sujet de l'arbitrage auprès de la Fédération française de rugby.
Jacques Fouroux déclare alors : « Nous sommes champions de France du fair-play ».
Selon l'entraîneur Grenoblois Michel Ringeval, l’arbitrage de la finale était tourné délibérément contre Grenoble et contre son manager Jacques Fourroux car il était candidat à la présidence de la fédération et cela a selon lui influencé beaucoup de choses. Michel Ringeval déclarera également plus tard : « Jean Liénard, dont j’étais le successeur, était venu me voir. La veille s’était tenue une réunion où un arbitre lui avait dit : « Jean, vous ne pouvez pas gagner cette finale. » Il avait été décidé que nous jouions nos mauls de façon illicite. Pourquoi ? Un quart de siècle plus tard, je l’ignore toujours... Toujours est-il qu’en finale, au bout de dix minutes, j’ai compris ce qui se passait... ».
Pour le troisième ligne et capitaine du FC Grenoble Hervé Chaffardon, les Mammouths de Grenoble méritaient de gagner ce titre de champion de France 1993.
Pour le deuxième ligne du FC Grenoble Olivier Merle cette finale est l'un des plus gros scandales du rugby français.
L'arbitre ne reconnaît alors que treize ans plus tard qu'il a commis une faute d'arbitrage ce jour-là.
En 2006, lorsqu’il a sorti ses mémoires, Daniel Salles avoue alors avoir été sous l’influence des supporters du SU Agen dont leur club a été éliminé par le FC Grenoble en demi-finale. Les agenais se plaignaient du jeu des isérois et l’arbitre est justement originaire du Lot-et-Garonne.
Mais Daniel Salles dit toujours n’avoir jamais reçu de consignes.
L'arrière Cyril Savy déclare plus tard : « Avec le recul, ce fut une erreur de se focaliser sur ce fait de jeu. Une mauvaise décision peut toujours arriver. Mais la réalité était plus insidieuse : c'est toute la rencontre qui avait été dirigée à charge contre nous. L’action de l'essai n’est rien par rapport à ce qui s’est passé tout au long de la partie. ».

## Enceintes sportives

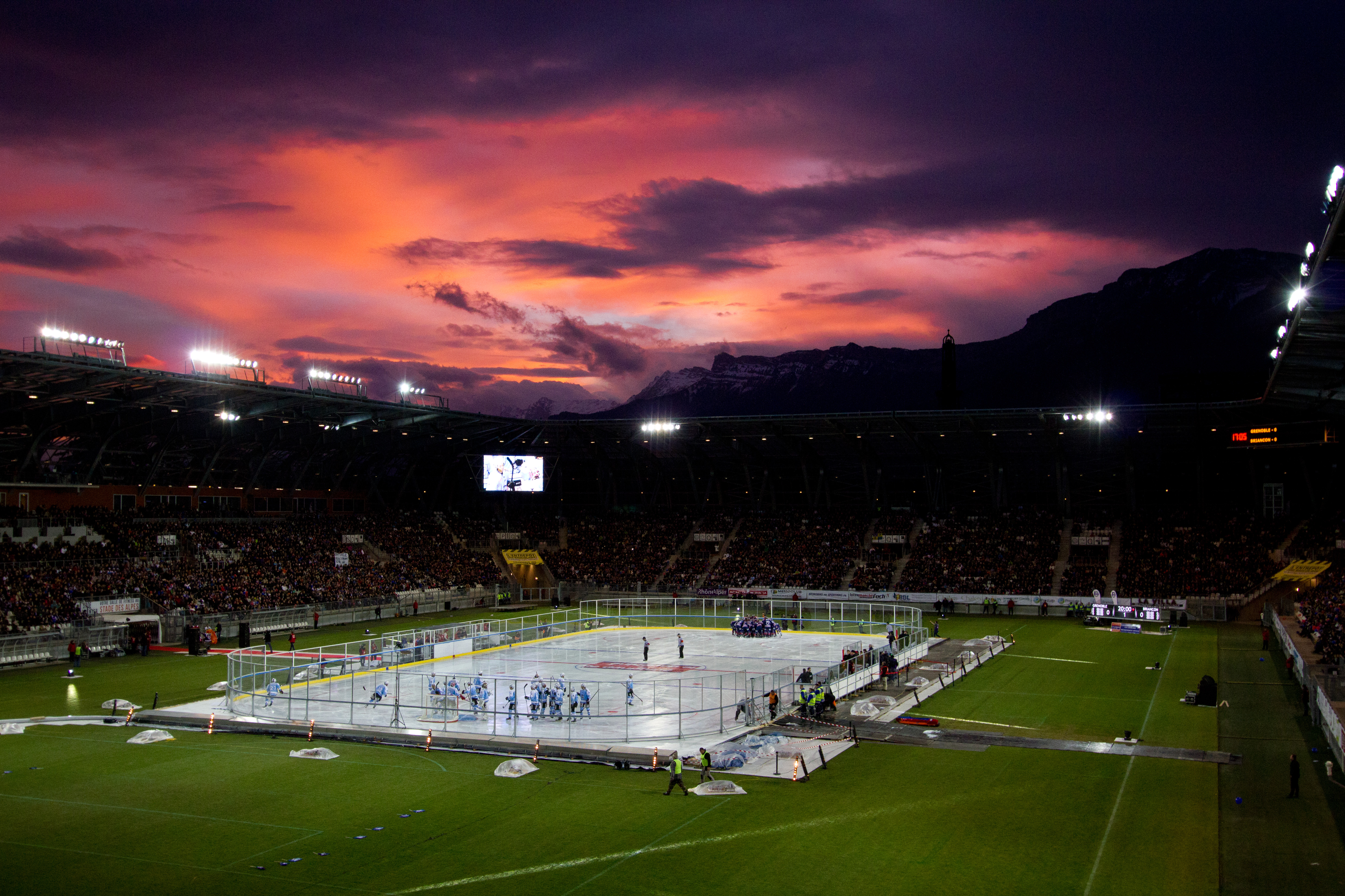
Le Stade des Alpes accueille les matchs de rugby du FCG, de football du GF38 et quelques évènements exceptionnels comme ici le Winter Game, match de hockey sur glace en extérieur organisé par les Brûleurs de Loups.

Grenoble dispose de nombreux lieux d'accueil de manifestations sportives.
Parmi les principaux se trouvent le Stade des Alpes, d'une capacité de 20 068 places, où sont organisés la plupart des matchs officiels de rugby, et de football des clubs locaux. Le Stade Lesdiguières, doté de 12 000 places, accueille quant à lui certaines rencontres de rugby.
En outre, la patinoire Polesud est la plus grande patinoire en capacité de la Ligue Magnus, avec une capacité de 4 208 places dans la halle sportive.
De plus, des équipements sportifs construits pour les Jeux olympiques d'hiver de 1968 subsistent encore aujourd’hui, le plus notable étant le palais des sports situé dans le parc Paul-Mistral. Il demeure encore le lieu de nombreuses manifestations sportives, en plus d’être utilisé comme salle de spectacles. Selon la configuration du plateau, il peut accueillir près de 12 000 spectateurs. Toujours dans le parc Paul-Mistral se trouve l'anneau de vitesse, servant aujourd’hui de piste de roller, et la halle Clemenceau. Ancienne patinoire de Grenoble, reconfigurée en salle omnisports, elle peut atteindre 2 042 places en configuration (basket, hand, volley).
D’autres legs olympiques se trouvent en périphérie de la ville. C’est le cas des pistes olympiques hommes et femmes de la station de Chamrousse, du tremplin de saut à ski de Saint-Nizier-du-Moucherotte, ou encore la piste de luge de Villard de Lans.